# 21861 Маріхедберг
21861 Маріхедберг (21861 Maryhedberg) — астероїд головного поясу, відкритий 12 жовтня 1999 року.
Тіссеранів параметр щодо Юпітера — 3,243.